# ГЕС Ітауба
ГЕС Ітауба – гідроелектростанція на південному сході Бразилії у штаті Ріу-Гранді-ду-Сул. Знаходячись між ГЕС Leonel de Moura Brizola (вище по течії) та ГЕС Dona Francisca, входить до складу каскаду на річці Жакуй, котра біля столиці провінції міста Порту-Алегрі впадає в лиман Гуаїба сполученого з Атлантичним океаном озера-лагуни Патус.
В межах проекту річку перекрили кам’яно-накидною греблею із глиняним ядром висотою 92 метра та довжиною 385 метрів. Вона утримує водосховище з площею поверхні 13,29 км2 та периметром 141 км, коливання рівня поверхні якого в операційному режимі відбувається між позначками 183 та 184 метри НРМ (максимальний рівень на випадок повені сягає 185 метра НРМ).
В районі станції річка описує вигнуту на південний схід петлю, на завершенні якої проходить за пару сотень метрів від водосховища. В цьому місці облаштували водоскиди, яких не має основна гребля, та водозабірну споруду. Від останньої по чотирьох водоводах діаметром 5,8 метра ресурс подається у машинний зал.
Основне обладнання станції становлять чотири турбіни типу Френсіс потужністю по 125 МВт, які при напорі у 87,6 метра забезпечують виробництво 1664 млн кВт-год електроенергії на рік.